# La Ruota del Tempo (serie televisiva)
La Ruota del Tempo (The Wheel of Time) è una serie televisiva statunitense ideata da Rafe Judkins, basata sull'omonima serie di romanzi fantasy di Robert Jordan e Brandon Sanderson.

## Trama
In un mondo fantastico in cui la magia è qualcosa di molto raro, chiamata Unico Potere, accessibile solo ad alcune donne molto temute dai più, Moiraine Damodred, appartenente alla potente organizzazione delle Aes Sedai, giunge al villaggio di Emond's Field nei Fiumi Gemelli. Qui recluta tre ragazzi e una ragazza per iniziare un pericoloso viaggio, convinta che fra di loro si nasconda la reincarnazione del famigerato Drago Rinato.

## Episodi
| Stagione         | Episodi | Pubblicazione USA | Pubblicazione Italia |
| ---------------- | ------- | ----------------- | -------------------- |
| Prima stagione   | 8       | 2021              | 2021                 |
| Seconda stagione | 8       | 2023              | 2023                 |
| Terza stagione   | 8       | 2025              | 2025                 |

## Personaggi e interpreti

### Principali
- Moiraine Damodred (stagioni 1-3), interpretata da Rosamund Pike, doppiata da Francesca Fiorentini.
Membro delle Aes Sedai dell'Ajah Blu alla ricerca del Drago Rinato.
- al'Lan Mandragoran (stagioni 1-3), interpretato da Daniel Henney, doppiato da Alessandro Tersigni (stagione 1) e da Marco Vivio (stagioni 2-3).
Custode di Moiraine.
- Nynaeve al'Meara (stagioni 1-3), interpretata da Zoë Robins, doppiata da Rossa Caputo.
Sapiente (guaritrice) del villaggio di Emond's Field.
- Egwene al'Vere (stagioni 1-3), interpretata da Madeleine Madden, doppiata da Alice Venditti.
Fidanzata di Rand che vuole intraprendere la carriera di Sapiente del villaggio sotto la guida di Nynaeve.
- Rand al'Thor (stagioni 1-3), interpretato da Josha Stradowski, doppiato da Alex Polidori.
Figlio adottivo di Tam. Uno dei ta'veren e probabile Drago Rinato.
- Perrin Aybara (stagioni 1-3), interpretato da Marcus Rutherford, doppiato da Dodo Versino.
Figlio di contadini, che ha intrapreso il mestiere di apprendista presso il fabbro Luhhuan di Emond's Field. È sposato con Laila Dearn.
- Mat Cauthon (stagioni 1-3), interpretato da Barney Harris (stagione 1) e da Dónal Finn (stagioni 2-3), doppiato da Manuel Meli (stagione 1) e da Alessandro Campaiola (stagioni 2-3).
Ragazzo ventenne, figlio di una famiglia di contadini ed allevatori di cavalli. Uno dei ta'veren.
- Liandrin Guirale (stagioni 1-3), interpretata da Kate Fleetwood, doppiata da Giuppy Izzo.
Membro delle Aes Sedai dell'Ajah Rossa.
- Alanna Mosvani (stagioni 1-3), interpretata da Priyanka Bose, doppiata da Eva Padoan.
Membro delle Aes Sedai dell'Ajah Verde.
- Loial (stagioni 1-3), interpretato da Hammed Animashaun, doppiato da Raffaele Carpentieri.
Ogier scrittore, viene incontrato per la prima volta da Rand al'Thor nella libreria di Tar Valon in cui lavora.
- Siuan Sanche (stagioni 1-3), interpretata da Sophie Okonedo, doppiata da Laura Romano.
Seggio di Amyrlin, sovrana delle Aes Sedai e governatrice di Tar Valon e della Torre Bianca.
- Min Farshaw (stagioni 1-3), interpretata da Kae Alexander, doppiata da Sara Ferranti.
Proprietaria di una taverna a Fal Dara. Ha la capacità di cogliere e vedere le aure che circondano le persone, questo le permette di fare delle premonizioni sul loro futuro.
- Ishamael (stagioni 1-3), interpretato da Fares Fares, doppiato da Dario Oppido.
Anche conosciuto come Traditore della Speranza e Padre delle Menzogne, è il capo dei Reietti.
- Ihvon (stagione 2, ricorrente stagione 1, guest star stagione 3), interpretato da Emmanuel Imani, doppiato da Gabriele Sabatini.
Custode di Alanna.
- Maksim (stagione 2-3, ricorrente stagione 1), interpretato da Taylor Napier, doppiato da Simone D'Andrea.
Custode di Alanna.
- Leane Sharif (stagioni 2-3, guest stagione 1), interpretata da Jennifer Cheon Garcia, doppiata da Stella Gasparri.
Aes Sedai dell'Ajah Blu e Custode degli Annali.
- Logain Ablar (stagione 2, ricorrente stagione 1), interpretato da Álvaro Morte, doppiato da Andrea Lavagnino.
Falso Drago, Asha'man.
- Verin Mathwin (stagioni 2-3), interpretata da Meera Syal, doppiata da Tiziana Avarista.
Aes Sedai dell'Ajah Marrone che vive nella sua tenuta fuori Tar Valon con la sorella Adeleas e il suo custode Tomas.
- Lanfear (stagioni 2-3), interpretata da Natasha O'Keeffe, doppiata da Gemma Donati.
Conosciuta come Figlia della Notte, una dei Reietti che assume l'identità di Selene, una locandiera a Cairhien che seduce Rand e inizia una relazione con lui per alcuni mesi.
- Elayne Trakand (stagioni 2-3), interpretata da Ceara Coveney, doppiata da Sara Labidi.
Erede al trono di Andor e nuova novizia alla Torre Bianca.
- Anvaere Damodred (stagione 2), interpretata da Lindsay Duncan, doppiata da Aurora Cancian.
Sorella minore di Moiraine.
- Padan Fain (stagioni 2-3, ricorrente stagione 1), interpretato da Johann Myers, doppiato da Andrea Checchi.
Venditore ambulante e un Amico delle Tenebre.
- Dain Bornhald (stagioni 2-3), interpretato da Jay Duffy, doppiato da Gianluca Chiaradia.
Giovane ufficiale dei Manti Bianchi.
- Aviendha (stagioni 2-3), interpretata da Ayoola Smart, doppiata da Federica Simonelli.
Sapiente Aiel e Fanciulla della Lancia che ha lasciato il deserto Aiel alla ricerca del Car'a'carn, il capo di tutti i clan Aiel.
- Moghedien (stagioni 2-3), interpretata da Laia Costa, doppiata da Eleonora Reti.
Una dei Reietti.
- Morgase Trakand (stagione 3), interpretata da Olivia Williams, doppiata da Chiara Colizzi.
Regina di Andor e madre di Elayne e Gawyn.
- Elaida do Avriny a'Roihan (stagione 3), interpretata da Shohreh Aghdashloo, doppiata da Antonella Alessandro.
Potente Aes Sedai dell'Ajah Rossa e consigliera personale della regina Morgase.
- Faile Bashere (stagione 3), interpretata da Isabella Bucceri, doppiata da Sofia Porta.
Cercatrice del Corno di Valere nel gruppo di Lord Luc che si imbatte in Perrin ai Fiumi Gemelli.

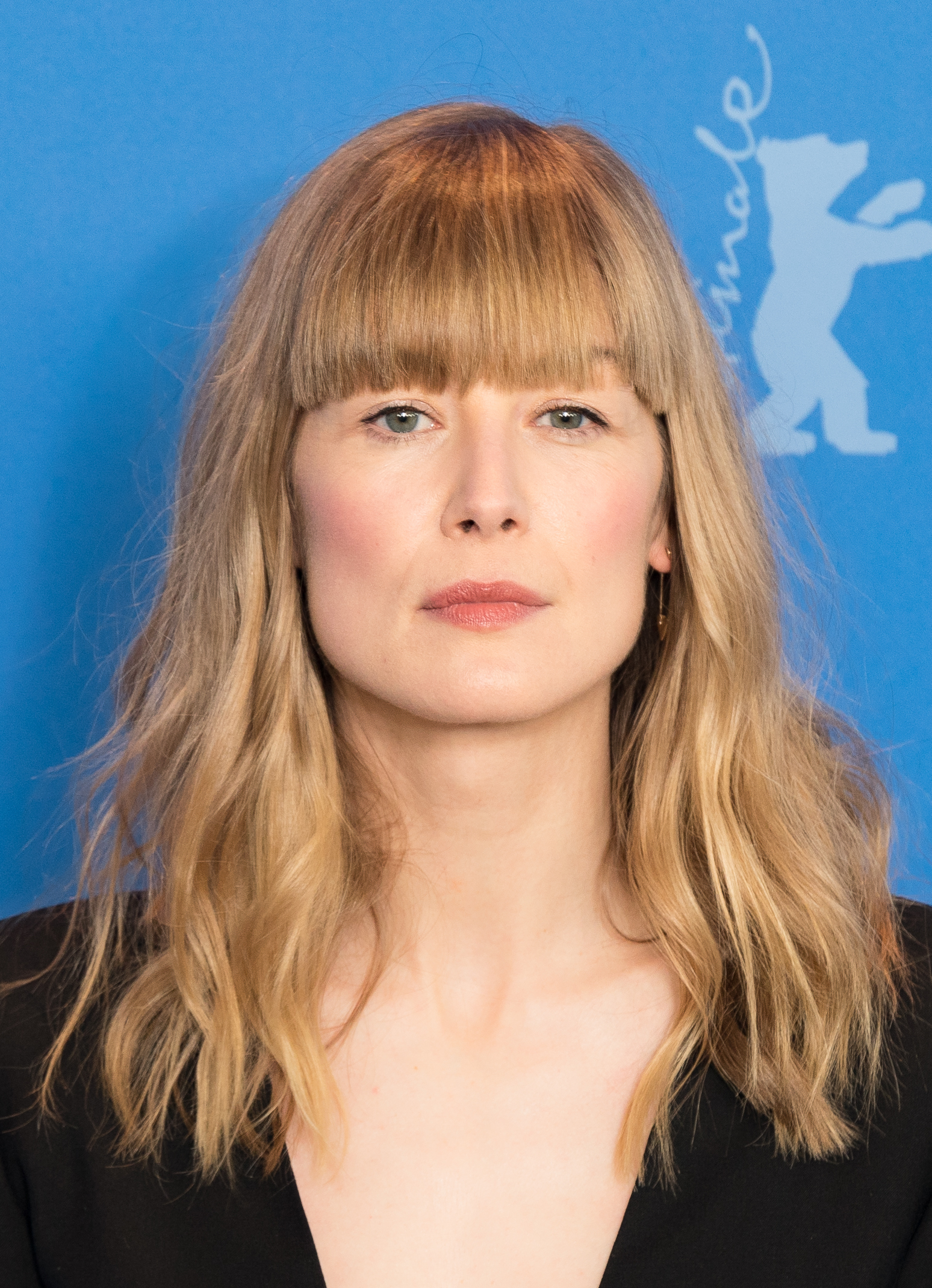
Rosamund Pike
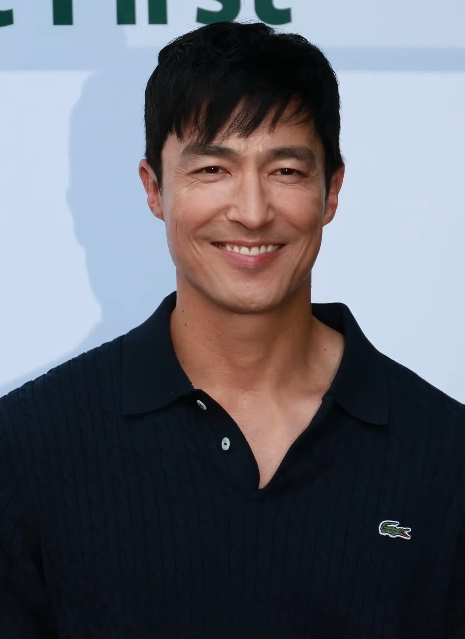
Daniel Henney
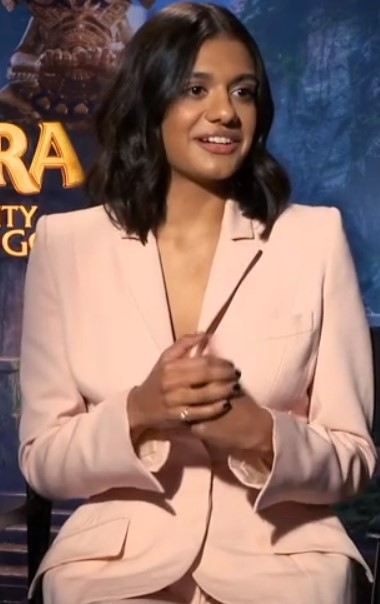
Madeleine Madden
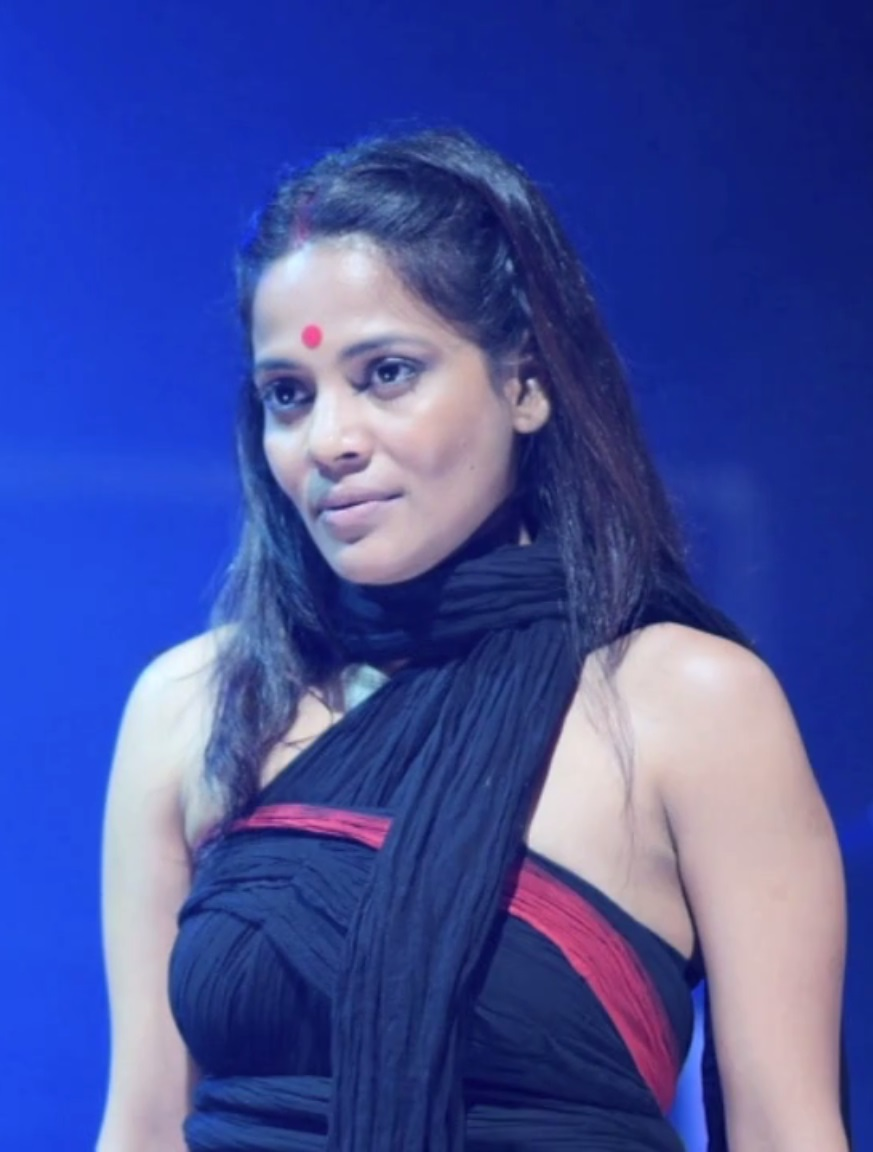
Priyanka Bose
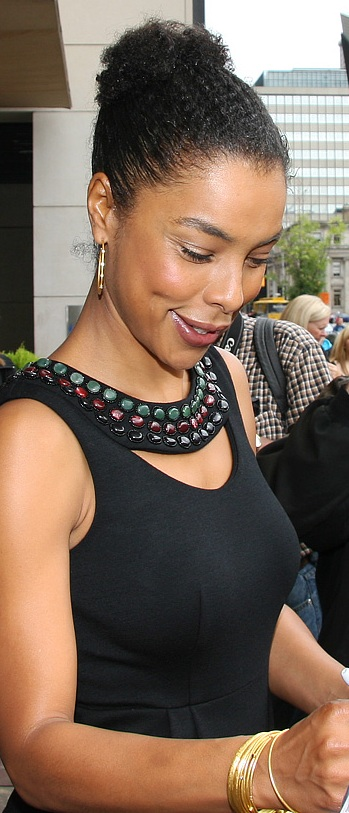
Sophie Okonedo
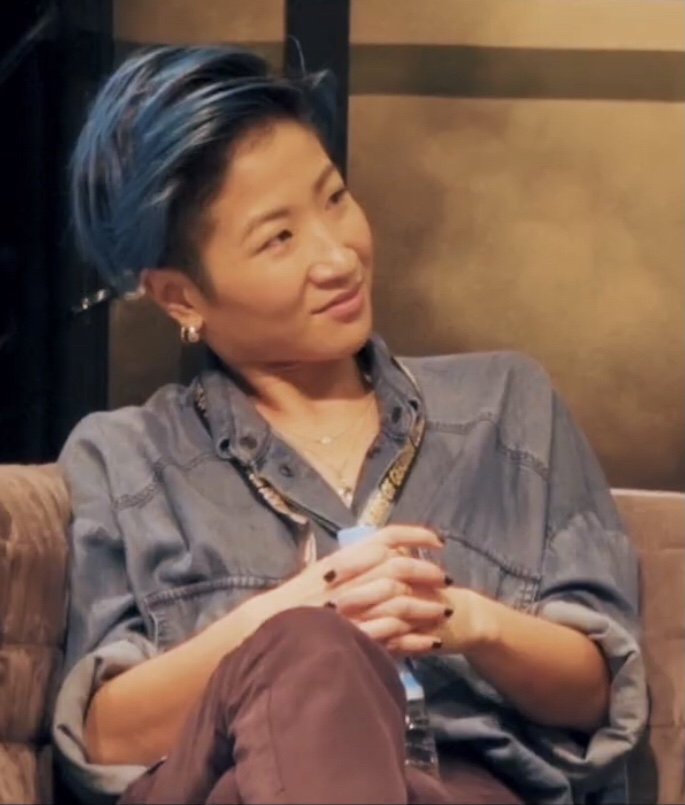
Kae Alexander
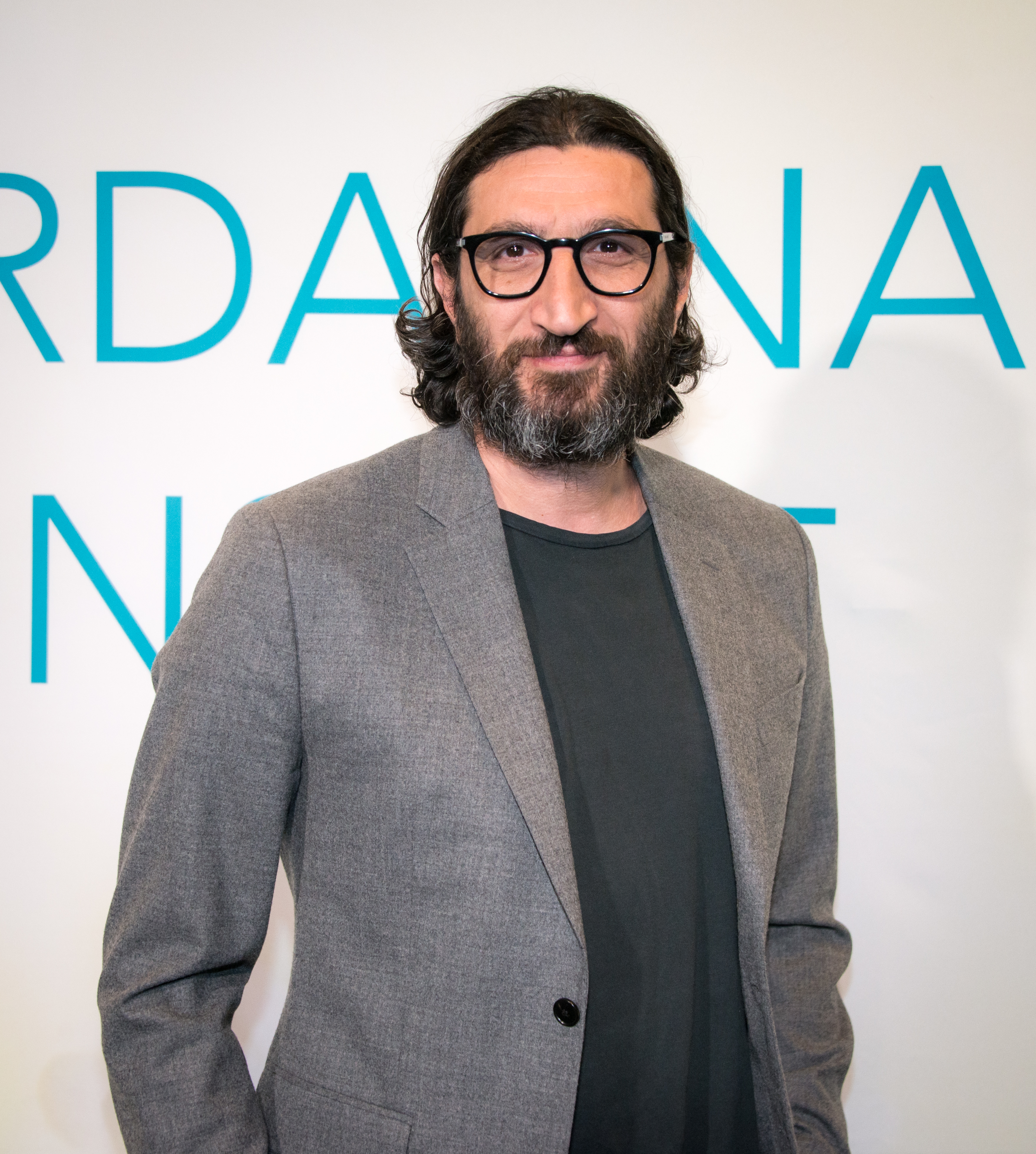
Fares Fares
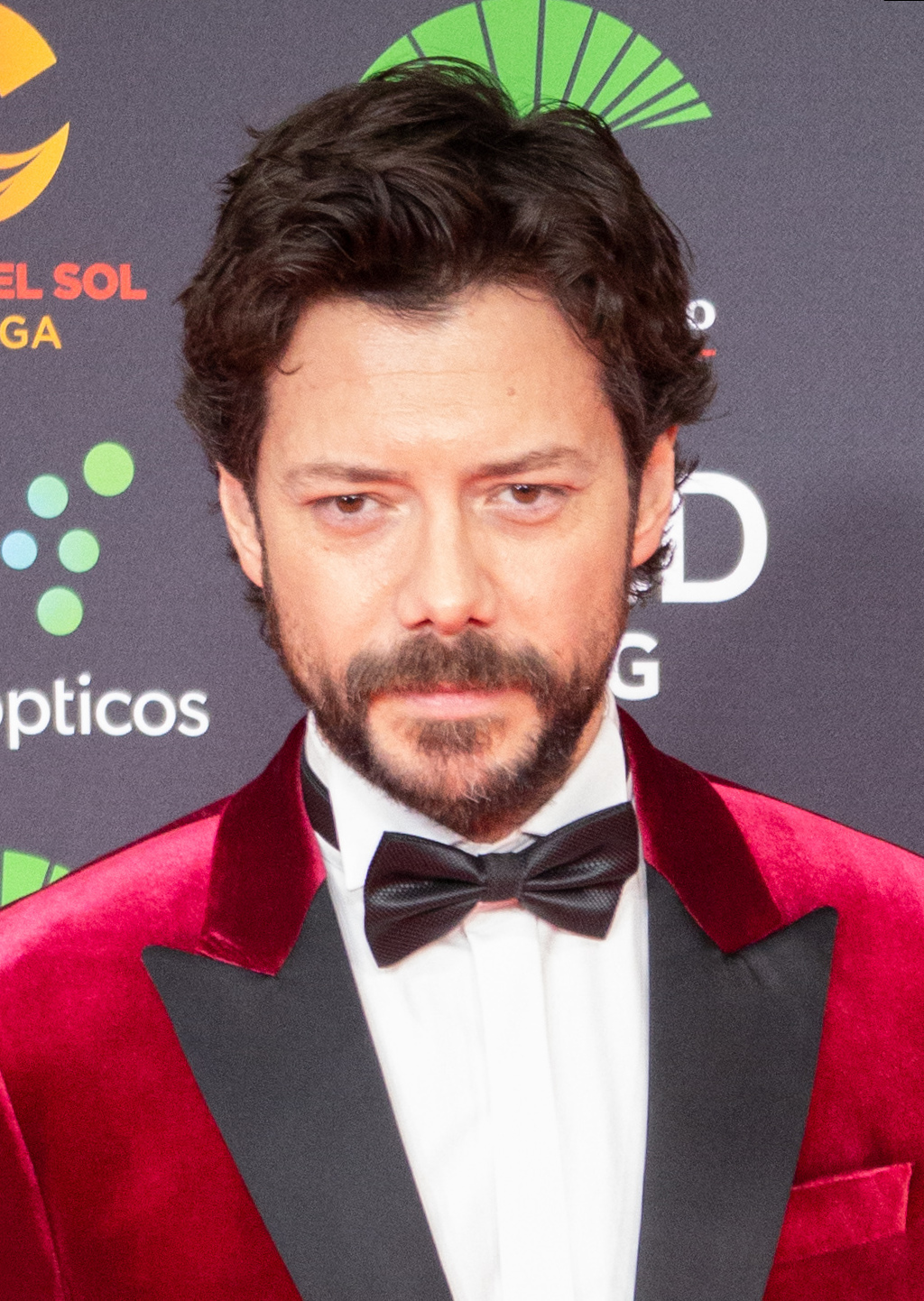
Álvaro Morte
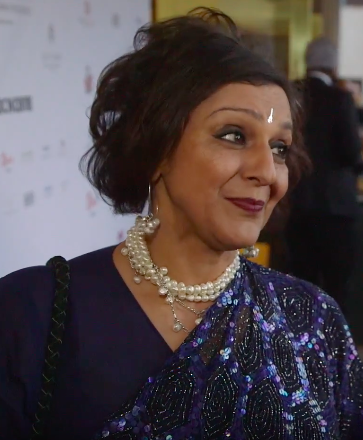
Meera Syal
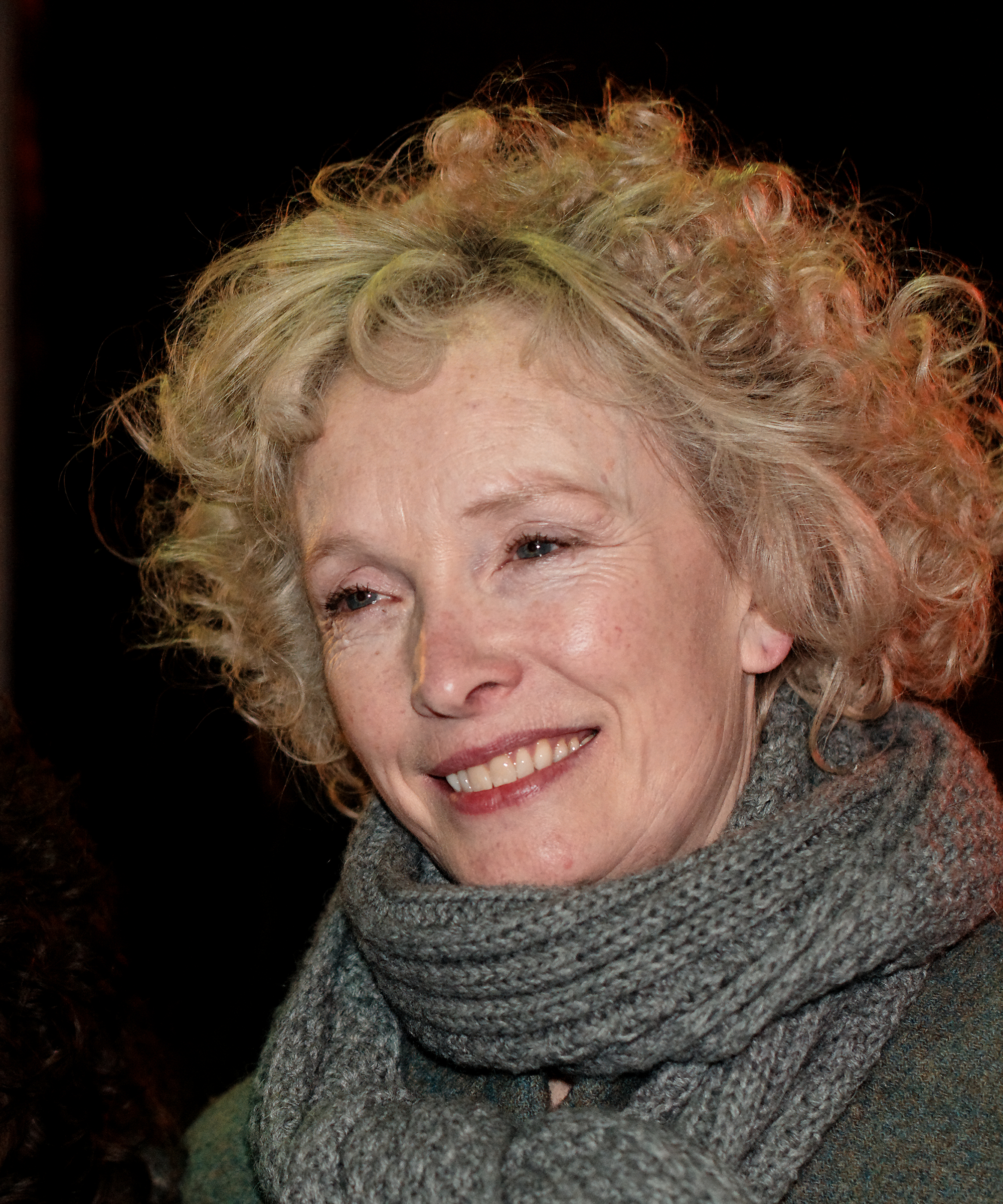
Lindsay Duncan
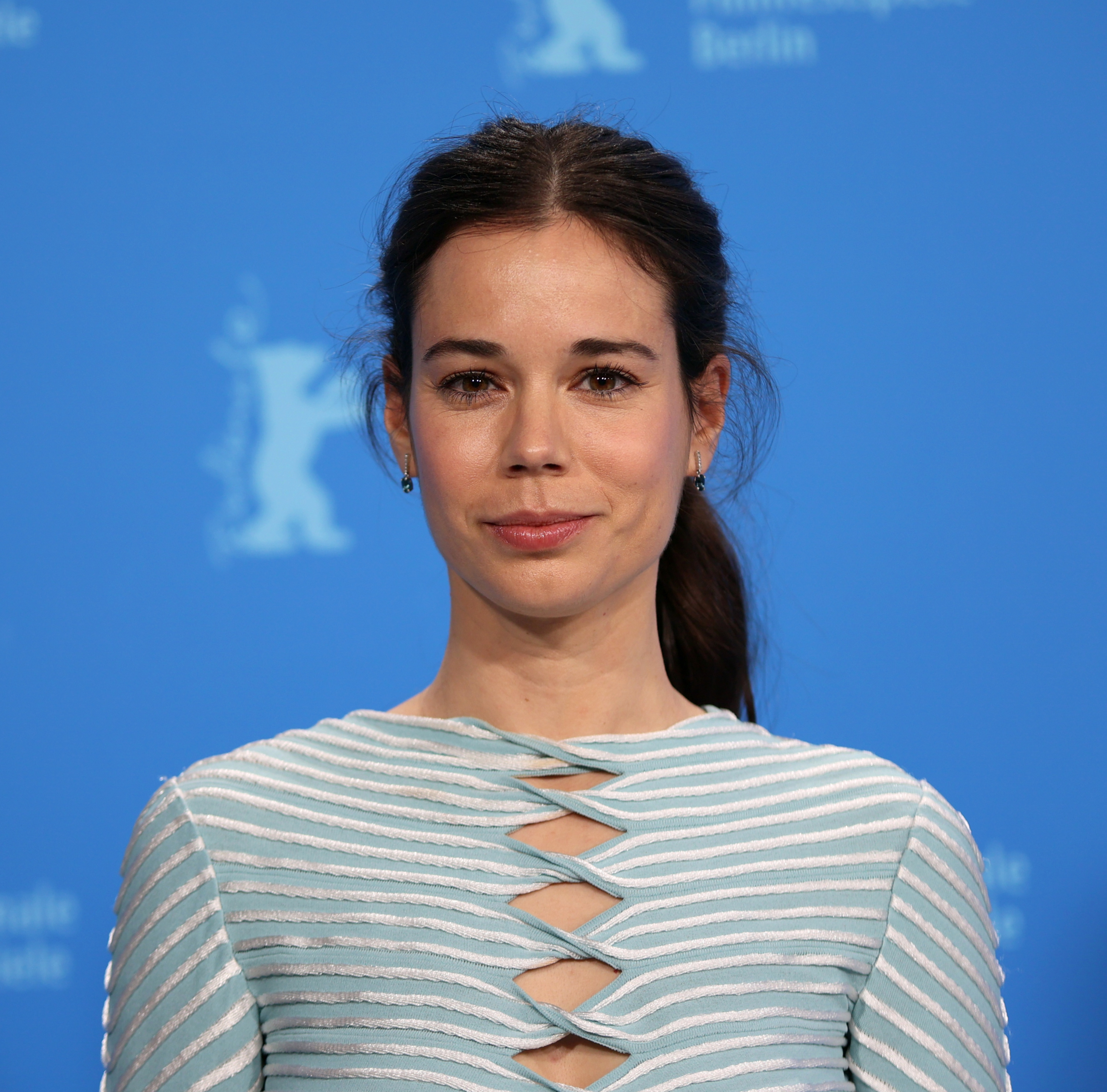
Laia Costa
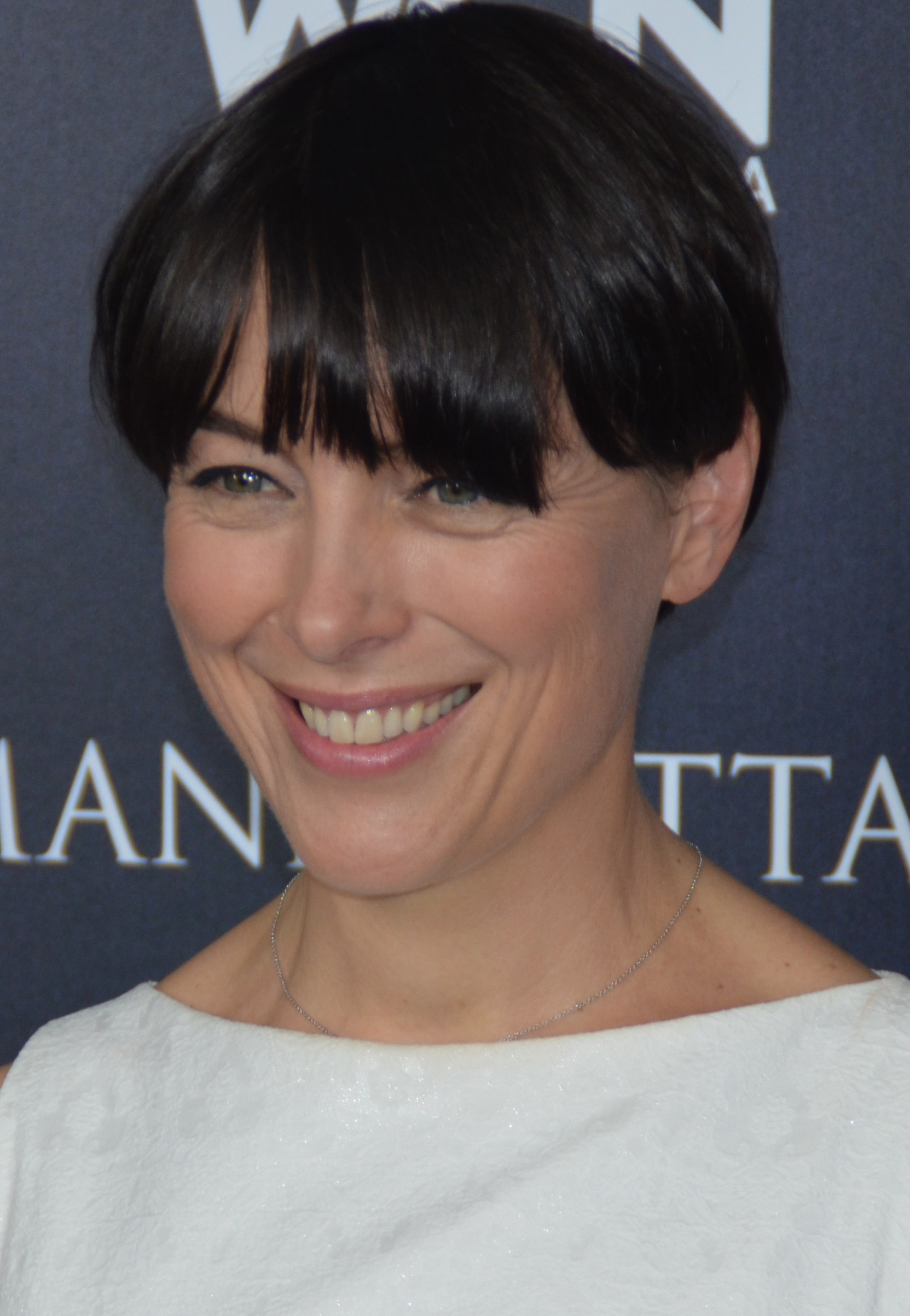
Olivia Williams
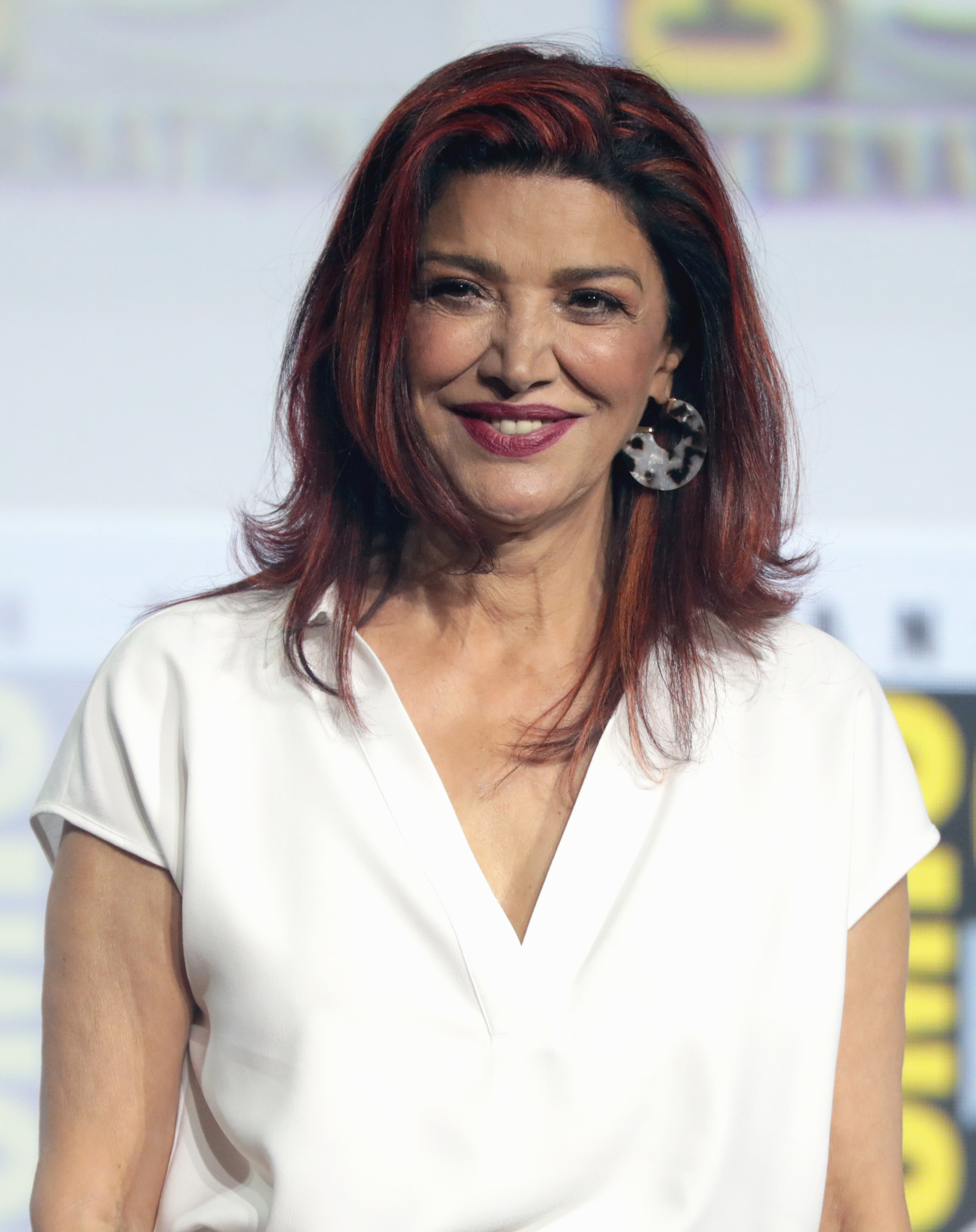
Shohreh Aghdashloo

### Ricorrenti
- Marin Al'Vere (stagione 3, guest star stagione 1), interpretata da Lolita Chakrabarti (stagione 1) e da Rina Mahoney (stagione 3), doppiata da Alessandra Grado.
Madre di Egwene.
- Tam al'Thor (stagione 1, guest stagione 2), interpretato da Michael McElhatton, doppiato da Ricky Tognazzi (stagione 1) e da Franco Mannella (stagione 2).
Padre adottivo di Rand.
- Natti Cauthon (stagioni 1-3), interpretata da Juliet Howland, doppiata da Eleonora De Angelis.
Madre di Mat, Bode e Eldrin.
- Bode Cauthon (stagioni 1-3), interpretata da Litiana Biutanaseva, doppiata da Greta Izzo.
Sorella minore di Mat e gemella di Eldrin, in grado di incanalare l'Unico Potere.
- Eldrin Cauthon (stagioni 1-3), interpretata da Lilibet Biutanaseva, doppiata da Luna Felici.
Sorella minore di Mat e gemella di Bode, in grado di incanalare l'Unico Potere.
- Eamon Valda (stagioni 1-3), interpretato da Abdul Salis, doppiato da Francesco Venditti.
Lord capitano dei Figli della Luce.
- Geofram Bornhald (stagioni 1-2), interpretato da Stuart Graham, doppiato da Alberto Angrisano.
Ufficiale dei Figli della Luce.
- Thom Merrilin (stagioni 1, 3), interpretato da Alexandre Willaume, doppiato da Adriano Giannini (stagione 1) e da Giuseppe Russo (stagione 3).
Menestrello e avventuriero.
- Aram (stagioni 1, guest star stagione 3), interpretato da Daryl McCormack, doppiato da Gabriele Vender.
Mahdi dei Tuatha'an.
- Ila (stagioni 1, guest star stagione 3), interpretata da Maria Doyle Kennedy, doppiata da Laura Boccanera.
Donna Tuatha'an e nonna di Aram.
- Raen (stagione 1), interpretato da Narinder Samra, doppiato da Alessandro Budroni.
Uomo Tuatha'an e nonno di Aram.
- Stepin (stagione 1), interpretato da Peter Franzén, doppiato da Francesco De Francesco.
Custode di Kerene.
- Ingtar Shinowa (stagione 2), interpretato da Gregg Chilingirian, doppiato da Fabrizio De Flaviis.
Capitano dello Shienar alla ricerca del Corno di Valere.
- Masema Dagar (stagione 2), interpretato da Arnas Fedaravicius, doppiato da Mirko Cannella.
Soldato dello Shienar e sottoposto di Ingtar.
- Elyas Machera (stagione 2), interpretato da Gary Beadle, doppiato da Stefano Mondini.
Fratello dei Lupi.
- Sheriam Bayanar (stagione 2), interpretata da Rima Te Wiata, doppiata da Emanuela Rossi.
Aes Sedai dell'Ajah Blu e maestra delle Novizie.
- Somma Signora Suroth (stagione 2), interpretata da Karima McAdams, doppiata da Angela Brusa.
Nobile della Seanchan che guida l'invasione nelle Terre Occidentali.
- Alwhin (stagione 2), interpretata da Jessica Boone, doppiata da Beatrice Manfredi.
Donna della Seanchan servitrice di Suroth.
- Joiya Byir (stagioni 2-3), interpretata da Joelle, doppiata da Veronica Benassi.
Aes Sedai dell'Ajah Grigia, rivelata come appartenente all'Ajah Nera, catturata da Siuan.
- Adeleas Mathwin (stagioni 2-3), interpretata da Nila Aalia, doppiata da Roberta Pellini.
Aes Sedai dell'Ajah Verde che vive con la sorella Verin e Tomas.
- Sommo Signore Turak (stagione 2), interpretato da Daniel Francis, doppiato da Daniele Raffaeli.
Comandante reale dell'Hailene.
- Barthanes Damodred (stagione 2), interpretato da Will Tudor, doppiato da Andrea Oldani.
Figlio di Anveare e nipote di Moiraine.
- Yasicca (stagione 2), interpretata da Katie Leung, doppiata da Jun Ichikawa.
Aes Sedai dell'Ajah Marrone e amica di Verin.
- Nyomi (stagione 3, guest star stagione 2), interpretata da Rachel Denning, doppiata da Michela Alborghetti.
Aes Sedai dell'Ajah Marrone e amica di Verin, rivelata come appartenente all'Ajah Nera nel gruppo di Liandrin.
- Ryma (stagioni 2-3), interpretata da Nyokabi Gethaiga, doppiata da Guendalina Ward.
Aes Sedai dell'Ajah Gialla che aiuta Nynaeve e Elayne a Falme.
- Renna (stagione 2), interpretata da Xelia Mendes-Jones, doppiato da Rachele Paolelli.
Sul'dam di Egwene.
- Bain (stagioni 2-3), interpretata da Ragga Ragnars, doppiata da Irene Trotta.
Fanciulla della Lancia Aiel che segue Aviendha.
- Chiad (stagioni 2-3), interpretata da Maja Simonsen, doppiata da Isabella Benassi.
Fanciulla della Lancia Aiel che segue Aviendha.
- Galina Casban (stagione 3), interpretata da Clare Dunne, doppiata da Domitilla D'Amico.
Aes Sedai dell'Ajah Rossa e nuova Adunante.
- Alviarin Freidhen (stagione 3), interpretata da Clare-Hope Ashitey, doppiata da Mattea Serpelloni.
Aes Sedai dell'Ajah Bianca.
- Jeaine Caide (stagione 3), interpretata da Olivia Popica, doppiata da Roisin Nicosia.
Aes Sedai dell'Ajah Verde, rivelata come appartenente all'Ajah Nera nel gruppo di Liandrin.
- Ispan Shefar (stagione 3), interpretata da Olumide Olorunfemi.
Aes Sedai dell'Ajah Blu, rivelata come appartenente all'Ajah Nera nel gruppo di Liandrin.
- Tsutama Rath (stagione 3), interpretata da Diêm Camille, doppiata da Benedetta Degli Innocenti.
Aes Sedai dell'Ajah Rossa e nuovo capo dell'Ajah Rossa chiamata l'Altissima.
- Chesmal Emry (stagione 3), interpretata da Mi Hae Lee.
Aes Sedai dell'Ajah Gialla rivelata come appartenente all'Ajah Nera nel gruppo di Liandrin.
- Amico Nagoyin (stagione 3), interpretata da Zenobia Kloppers, doppiata da Rossella Acerbo.
Aes Sedai dell'Ajah Gialla, rivelata come appartenente all'Ajah Nera, catturata da Siuan.
- Jaichim Carridin (stagione 3), interpretato da Jared Doreck, doppiato da Flavio Aquilone.
Ufficiale di alto rango dei Manti Bianchi, catturato da Moghedien e trasformato in un Uomo Grigio.
- Lord Gaebril / Rahvin (stagione 3), interpretato da Nuno Lopes, doppiato da Nanni Baldini.
Principe consorte della regina Morgase e uno dei Reietti.
- Bair (stagione 3), interpretata da Nukâka Coster-Waldau, doppiata da Antonella Baldini.
Sapiente Aiel appartenente alla setta Haido degli Aiel Shaarad e camminatrice dei sogni.
- Rhuarc (stagione 3), interpretato da Björn Landberg, doppiato da Gianluca Cortesi.
Capoclan degli Aiel Taardad e marito di Bair.
- Lord Galad Damodred (stagione 3), interpretato da Callum Kerr, doppiato da Stefano Sperduti.
Principe di Andor e fratellastro di Elayne e Gawyn.
- Lord Gawyn Trakand (stagione 3), interpretato da Luke Fetherston, doppiato da Emanuele Ruzza.
Principe di Andor e fratello maggiore di Elayne.
- Melaine (stagione 3), interpretata da Salóme Gunnarsdóttir, doppiata da Valentina Stredini.
Sapiente Aiel appartenente alla setta Jhirad degli Aiel Goshien.
- Melindhra (stagione 3), interpretata da Synnøve Macody Lund, doppiata da Daniela Calò.
Sapiente Aiel appartenente alla setta Jumai del clan Shaido e Amica delle Tenebre.
- Sammael (stagione 3), interpretato da Cameron Jack, doppiato da Stefano Alessandroni.
Uno dei Reietti.
- Lord Luc (stagione 3), interpretato da Michael Lindall, doppiato da Stefano Crescentini.
Capo di un gruppo di Cercatori del Corno di Valere nei Fiumi Gemelli.
- Sevanna (stagione 3), interpretata da Natasha Culzac, doppiata da Federica De Bortoli.
Sapiente Aiel del clan degli Aiel Shaido e moglie di Couladin.
- Couladin (stagione 3), interpretato da Set Sjöstrand, doppiato da Andrea Mete.
Guerriero del clan Aiel Shaido, contrario all'ingresso di Rand nel Rhuidean.

## Produzione

### Sviluppo
Il 20 aprile 2017 Sony Pictures Television annuncia l'adattamento televisivo della serie di romanzi di Robert Jordan in associazione con la Red Eagle Entertainment e la Radar Pictures. Rafe Judkins viene scelto come showrunner e produttore esecutivo insieme a Rick Selvage, Larry Mondragon, Ted Field, Mike Weber e Darren Lemke. Nel 2018 è stato trovato un accordo con Amazon Studios come produttore e Amazon Prime Video come distributore internazionale. Nel gennaio 2019, Judkins ha annunciato che altri due sceneggiatori, Michael e Paul Clarkson, si erano uniti al team di sceneggiatori della produzione. Nel giugno 2019, è stato annunciato che Rosamund Pike, che interpreta Moiraine Damodred, sarebbe stata anche produttrice. Brandon Sanderson, che aveva completato la serie di libri dopo la morte di Robert Jordan, è stato anche confermato come produttore di consulenza insieme a McDougal. Sanderson ha contribuito alla produzione della serie, leggendo le sceneggiature e offrendo consigli a Rafe, lo showrunner. Nel febbraio 2019 è stato annunciato che a dirigere i primi due episodi della serie sarebbe stata Uta Briesewitz. È stato confermato che Salli Richardon-Whitfield dirigerà gli episodi tre e quattro a novembre 2019 e Wayne Yip dirigerà gli episodi cinque e sei a dicembre. Il regista degli episodi sette e otto, Ciaran Donnelly, è stato rivelato nel febbraio 2020.
Il 20 maggio 2021, Amazon ha rinnovato la serie per una seconda stagione, ancora prima del debutto della prima stagione. È stato riferito che Thomas Napper, Maja Vrvilo e Sanaa Hamri dirigeranno gli episodi della seconda stagione, con Hamri che dirige metà della stagione e funge da produttore esecutivo. Il 21 luglio 2022 Amazon ha rinnovato la serie per una terza stagione.
I personaggi principali di Emond's Field sono stati scritti come più vecchi rispetto alle loro controparti dei libri, poiché il team di produzione pensava che le serie televisive con protagonisti dei diciassettenni potessero sembrare una narrativa young-adult, che non era un genere che ritenevano adatto per la serie.
Il 23 maggio 2025 Amazon ha cancellato la serie dopo tre stagioni.

### Casting
Rosamund Pike è stata scelta come protagonista nel giugno 2019. Altri membri del cast principale sono stati annunciati nell'agosto seguente: Daniel Henney, Josha Stradowski, Marcus Rutherford, Zoë Robins, Barney Harris e Madeleine Madden. Michael McElhatton è stato ingaggiato per interpretare Tam al'Thor all'inizio di novembre 2019 mentre l'attore irlandese Daryl McCormack è stato svelato nel ruolo di Aram. Diversi altri membri del cast principale sono stati annunciati a dicembre 2019: Alexandre Willaume, Johann Myers, Hammed Animashaun, Álvaro Morte, Priyanka Bose, Taylor Napier e Emmanuel Imani.
Nel marzo 2020 Jen Cheon Garcia ha rivelato che avrebbe interpretato Leane Sharif. Nel giugno 2020 sono stati annunciati otto ruoli aggiuntivi: Lolita Chakrabarti, Michael Tuahine, David Sterne, Christopher Sciueref, Juliet Howland, Mandi Symonds, Abdul Salis e Stuart Graham. Nel luglio dello stesso anno Darren Clarke, Maria Doyle Kennedy e Narinder Samra. Sophie Okonedo, Kae Alexander, Kate Fleetwood, Peter Franzén e Clare Perkins sono stati svelati nell'agosto 2020.
Nel settembre 2021 Dónal Finn ha sostituito Barney Harris nel ruolo di Mat Cauthon dalla seconda stagione. Nell'ottobre seguente Ceara Coveney, Natasha O'Keeffe e Meera Syal si sono unite al cast principale della serie per la seconda stagione. Nel dicembre 2021 sono stati annunciati tre membri del cast ricorrente: Guys Roberts, Arnas Fedaravicius e Gregg Chillingirian. Nell'aprile 2022 Ayoola Smart si è unita al cast interpretando Aviendha.
Nel dicembre 2024 è stato riportato che Shohreh Aghdashloo avrebbe interpretato Elaida a'Roihan nella terza stagione. Nello stesso mese Olivia Williams, Luke Fetherston, Callum Kerr e Nuno Lopes sono stati annunciati nel cast e nel mese seguente anche Isabella Bucceri, Nukâka Coster-Waldau, Salóme Gunnarsdóttir, Björn Landberg e Synnøve Macody Lund.

### Riprese

#### Stagione 1
La lavorazione della prima stagione iniziò il 16 settembre 2019. Le riprese a Praga sono state interrotte nel marzo 2020 a causa della pandemia di COVID-19 ma sono riniziate nell'aprile 2021 e si sono concluse nel maggio seguente. Le riprese della seconda stagione sono iniziate il 19 luglio 2021.

#### Stagione 2
Le riprese della seconda stagione sono iniziate il 19 luglio 2021 e le riprese a Praga avrebbero dovuto concludersi entro febbraio 2022. Secondo quanto riferito, le riprese in Marocco sono iniziate a febbraio e dovrebbero continuare per due mesi. Jindřichův Hradec, Calanchi di Aliano, Ginosa, Letohrádek Hvězda, Barrandov Studios, CLA Studios a Ouarzazate, masseria Lo Spagnulo, masseria Borzone e Chateau Karlova Koruna sono stati segnalati come location delle riprese, insieme ai Jordan Studios di Praga. Secondo quanto riferito, più di 500 dei 600 membri della troupe di produzione risiedono nella Repubblica Ceca.

#### Stagione 3
Le riprese della terza stagione sono iniziate a fine aprile 2023 a Praga ai Jordan Studios e sono proseguite fino a fine ottobre dello stesso anno. A metà febbraio 2024 sono ricominciate in Sudafrica e sono terminate il 22 marzo seguente.

## Colonna sonora
La colonna sonora è composta da Lorne Balfe. Lo showrunner Rafe Judkins ha affermato che per la colonna sonora «aveva una visione chiara. Non voleva essere quello che è il cliché, cioè tipica, quella che ci si aspetterebbe da quel genere. Spettacolare, musica orchestrale.» Balfe si riferiva invece a «un grande hot pot di stili diversi» come balinese, celtico, meridionale e cajun, sentendo che era importante dare alla colonna sonora tocchi più moderni e «non renderla solo tradizionale musica popolare medievale». Incorporando il linguaggio immaginario della "lingua antica" nella colonna sonora, Balfe ha lavorato con l'insegnante di lingue e dialetti della serie per garantire che i testi fossero grammaticalmente corretti e li ha arrangiati per i cantanti. Ha detto che: «quando si guarda la serie, le parti cantate sono la narrazione della scena... Hanno a che fare con il supporto effettivo della trama della scena e dello sviluppo del personaggio.»
Il primo dei quattro album per la prima stagione, intitolato "The First Turn", è stato pubblicato il 12 novembre 2021 da Milan Records in formato digitale, CD e vinile. Nel gennaio 2022 Balfe ha confermato che sarebbe tornato per musicare la seconda stagione.The Wheel of Time: Season 2, Volume 1 è stato reso disponibile l'8 settembre 2023 mentre The Wheel of Time: Season 2, Volume 2 il 22 settembre seguente.
Il 13 marzo 2025 è stata pubblicata la colonna sonora della terza stagione The Wheel of Time: Season 3.

## Distribuzione
La serie ha debuttato sul servizio streaming Prime Video il 19 novembre 2021, con i primi tre episodi. I primi due episodi sono stati proiettati in anteprima al cinema a Londra e in altre città selezionate il 15 novembre 2021. Il primo episodio della serie è stato il più visualizzato su Prime Video del 2021 e la serie è tra le più viste; la première è stata anche la più piratata tra le serie televisive della settimana.
La seconda stagione è stata pubblicata dal 1º settembre al 6 ottobre 2023. La terza stagione è resa disponibile dal 13 marzo 2025.

### Edizione italiana
La direzione del doppiaggio è a cura di Giuppy Izzo, su dialoghi di Silvia Bossi e Fiamma Izzo, per conto della Deluxe Media con la collaborazione di Pumais Due.

## Accoglienza

### Critica

#### Stagione 1
La prima stagione ha ricevuto recensioni generalmente positive dalla critica. Rotten Tomatoes riporta l'81% delle recensioni professionali positive, con un voto medio di 7,00 su 10 basato su 94 critiche. Il consenso critico del sito web indica: «Le rotazioni de La Ruota del Tempo possono essere un po' stridenti mentre cerca di distinguersi dalle altre serie fantasy, ma ci riesce in modo ammirevole nel rendere il mondo epico di Robert Jordan accessibile ai profani.» Metacritic, invece, ha assegnato un punteggio di 58 su 100 basato su 34 recensioni, indicando "recensioni miste".
Ed Power del The Daily Telegraph ha recensito la serie con un 4 su 5, scrivendo: "Nei primi episodi questa grande Ruota ha sufficiente esplorazione, mistero e slanci per suggerire che può continuare a girare e dà ad Amazon il successo globale che brama caramente." Keith Phipps di TV Guide ha assegnato alla serie un punteggio di 4 su 5, dichiarando: "Ma soprattutto, funziona come un esempio di narrazione di storie, creando un elaborato universo immaginario ma anche ragioni per gli spettatori di preoccuparsi del destino e degli intrighi di quell'universo e riguardo a quello che accade in seguito."
Alan Sepinwall di Rolling Stone ha attribuito alla serie un 2 su 5, elogiando la serie e i suoi effetti speciali e scrivendo che "può portare alcuni appassionati del fantasy ad avere una gran voglia di pizzichi di magia e meraviglia", ma ha aggiunto: "l'intera cosa è vuota, costosa, calorica." Chancellor Agard di Entertainment Weekly ha notato una mancanza di sviluppo dei personaggi sebbene complessivamente vale la pena di essere guardata. Variety ha criticato la serie per accelerare troppo la sceneggiatura.

#### Stagione 2
La seconda stagione ha ricevuto recensioni positive dalla critica. Rotten Tomatoes riporta l'86% delle recensioni professionali positive, con un voto medio di 7,45 su 10 basato su 48 critiche. Il consenso critico del sito web indica: «La Ruota del Tempo continua a girare su di una traiettoria costante in un'entusiasmante seconda stagione che approfondisce i suoi personaggi.» Metacritic, invece, ha assegnato un punteggio di 67 su 100 basato su 10 recensioni, indicando "recensioni generalmente favorevoli".

#### Stagione 3
La terza stagione ha ricevuto recensioni positive dalla critica. Rotten Tomatoes riporta il 97% delle recensioni professionali positive, con un voto medio di 7,85 su 10 basato su 58 critiche. Il consenso critico del sito web indica: «Diventando più fiduciosa nella sua esecuzione e mettendo i suoi elementi migliori in primo piano, la terza stagione de La Ruota del Tempo è la migliore finora.» Metacritic, invece, ha assegnato un punteggio di 77 su 100 basato su 9 recensioni, indicando "recensioni generalmente favorevoli".

## Riconoscimenti
- 2022 – Actors and Actresses Union Awards[80]
  - Candidatura al miglior attore in una produzione internazionale a Álvaro Morte
- 2022 – Premio Hugo[81]
  - Candidatura alla miglior rappresentazione drammatica, forma breve a Salli Richardson e Justine Juel Gillmer per l'episodio La Fiamma di Tar Valon
- 2022 – Saturn Awards[82]
  - Candidatura alla miglior serie televisiva fantasy (streaming)
- 2024 – BAFTA Television Craft Awards[83]
  - Candidatura ai migliori effetti speciali, visivi e grafici a Andy Scrase, Patricia Llaguno, Beau Garcia, Oliver Winwood, Huw Evans, Jodie Davidson